# Anschaire Ier d'Ivrée
Anschaire Ier d'Ivrée (860-902), ou Anschier Ier, comte d'Oscheret (867-887), dans le royaume de Bourgogne, et premier marquis d'Ivrée (margrave) , en Italie, de 888 à 902. Il est le fondateur de la maison d'Ivrée.

## Biographie
Anschaire (Anscharius en latin) naît en 860. Il serait un des petits-fils d'Amédée, comte dans le pays de Langres.
Anschaire est conseiller de Boson de Provence, comte de Mâcon, comte de Chalon et vice-roi d'Italie. Il serait également frère de Foulques le Vénérable, archevêque de Reims et fervent soutien de la dynastie carolingienne en France.
À partir de 887, à la déchéance (puis disparition) de l'empereur carolingien et roi d'Italie, Charles III le Gros, il soutient Guy de Spolète qui, à l'instigation sans doute de Foulques le Vénérable, brigue la place de roi de France contre Eudes Ier. C'est un échec ; le comté d'Oscheret est alors donné à Manassès Ier l'Ancien.
Parti en Italie en 888 dans l'entourage de Guy, qui le remercie en fondant le marquisat d'Ivrée (dont il devient le premier marquis, ou margrave), il lutte alors contre Arnulf de Carinthie venu pour s'assurer le titre d'empereur et roi d'Italie (bataille de 894). Toujours en 894, il apporte son soutien à Lambert de Spolète, fils de Guy qui vient de mourir. En 896, il s'oppose une seconde fois à Arnulf de Carinthie.
L'Empereur romain Lambert de Spolète (mort le 15 oct. 898 à Marengo, en Lombardie) confirma les privilèges du monastère de Bobio par "marchio noster atque…comes Anscharius", (Anschaire Ier d'Ivrée) le 25 juillet 896.
À la mort de Lambert (898), c'est à Bérenger Ier de Frioul qu'il apporte son appui : il devient son conseiller en chef.
Il épouse Volsia de Suse (du marquisat-margraviat de Suse). Il a pour fils Adalbert Ier d'Ivrée, marquis-margrave, qui poursuit la lignée de la maison d'Ivrée (Anscharides). Anschaire meurt en mars 902.
En fondant la maison d'Ivrée, Anschaire est l'ancêtre de la lignée d'Ivrée des comtes palatins de Bourgogne du comté de Bourgogne fondé en 986 ; domaine où ses descendants se rapatrieront lorsque l'Italie passera sous suzeraineté germanique sous Bérenger II d'Italie (en 961).